# The Valleys
The Valleys est une téléréalité britannique basée à Cardiff au Pays de Galles et diffusée sur MTV.

## Diffusions internationales
| Pays                                                            | Chaîne de télévision | Titre           | Année   | Référence |
| --------------------------------------------------------------- | -------------------- | --------------- | ------- | --------- |
| Australie Nouvelle-Zélande                                      | MTV (Australie)      | The Valleys     | 2012–14 | [ 1 ]     |
| Serbie Croatie Slovenie Bosnie-Herzégovine Monténégro Macédoine | MTV Adria            | The Valleys     | 2013–14 | [ 2 ]     |
| Espagne                                                         | MTV (Espagne)        | The Valleys     | 2013–14 | [ 3 ]     |
| Pologne                                                         | MTV (Pologne)        | Ekipa z Cardiff | 2013–14 | [ 4 ]     |
| Allemagne Autriche                                              | MTV (Allemagne)      | The Valleys     | 2013–14 | [ 5 ]     |
| Suisse                                                          | MTV (Suisse)         | The Valleys     | 2013–14 | [ 6 ]     |
| Pays-Bas Belgique                                               | MTV (Pays-Bas)       | The Valleys     | 2013–14 | [ 7 ]     |
| Finlande                                                        | MTV (Finlande)       | The Valleys     | 2013–14 | [ 8 ]     |
| Portugal                                                        | MTV (Portugal)       | The Valleys     | 2013–14 | [ 9 ]     |
| Italie                                                          | MTV (Italie)         | The Valleys     | 2013–14 | [ 10 ]    |
| France                                                          | MTV France           | The Valleys     | 2013–14 | [ 11 ]    |

## Source de la traduction
- (en) Cet article est partiellement ou en totalité issu de l’article de Wikipédia en anglais intitulé « The Valleys (TV series) » (voir la liste des auteurs).